# Gizy
Gizy est une commune française située dans le département de l'Aisne, en région Hauts-de-France.

## Géographie

### Dscription
- 1Carte dynamique
- 2Carte OpenStreetMap
- 3Carte topographique
- 4Carte avec les communes environnantes
- 5Entrée de la commune

### Hydrographie
La commune est située dans le bassin Seine-Normandie. Elle est drainée par la Buze,.
La Buze, d'une longueur de 20 km, prend sa source dans la commune de Courtrizy-et-Fussigny et se jette  dans la Souche à Pierrepont, après avoir traversé dix communes.

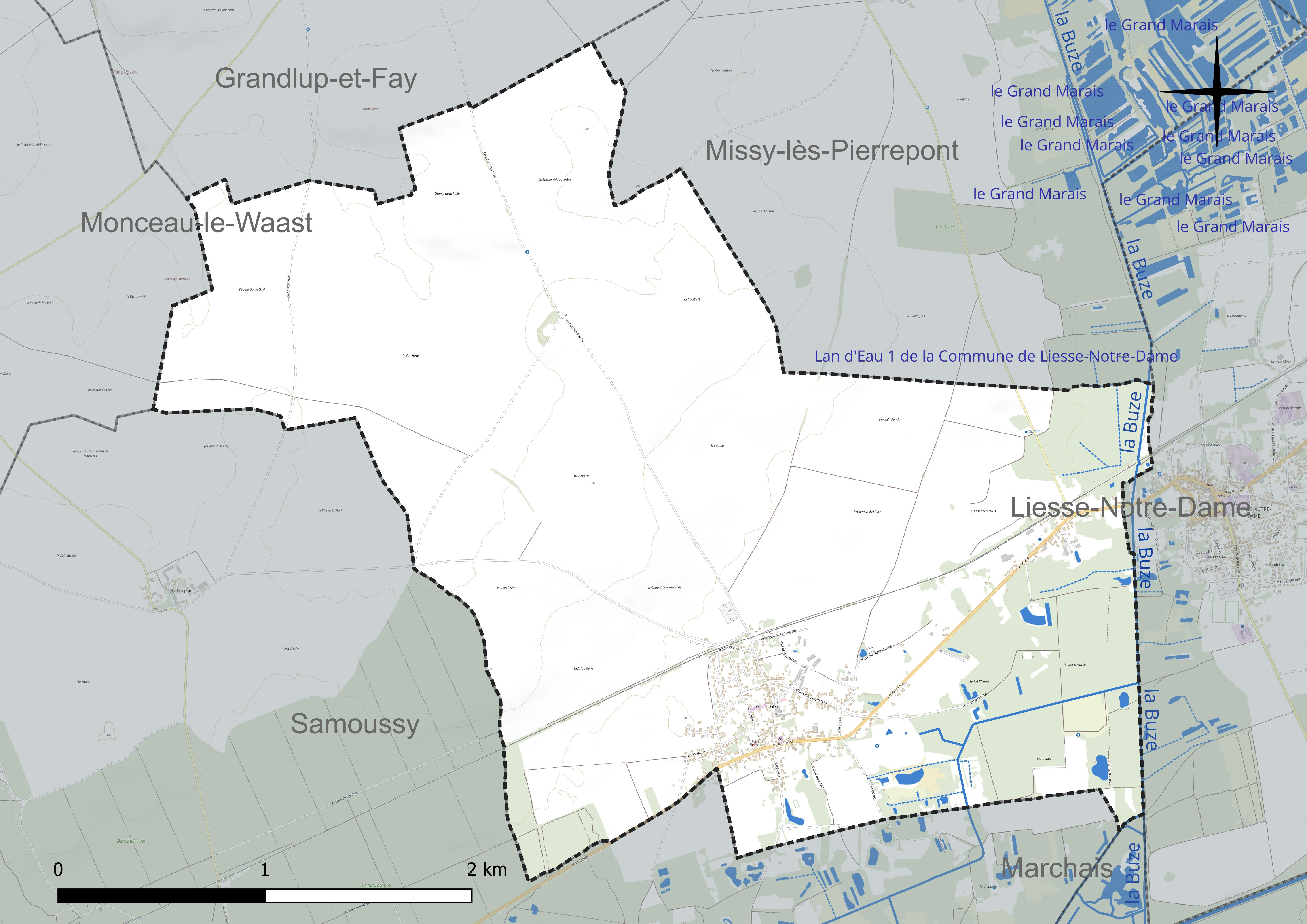
Réseau hydrographique de Gizy.

### Climat
Pour des articles plus généraux, voir Climat des Hauts-de-France et Climat de l'Aisne.
En 2010, le climat de la commune est de type climat océanique dégradé des plaines du Centre et du Nord, selon une étude du CNRS s'appuyant sur une série de données couvrant la période 1971-2000. En 2020, Météo-France publie une typologie des climats de la France métropolitaine dans laquelle la commune est exposée à un climat océanique altéré et est dans la région climatique Nord-est du bassin Parisien, caractérisée par un ensoleillement médiocre, une pluviométrie moyenne régulièrement répartie au cours de l'année et un hiver froid (3 °C).
Pour la période 1971-2000, la température annuelle moyenne est de 10,3 °C, avec une amplitude thermique annuelle de 15,4 °C. Le cumul annuel moyen de précipitations est de 734 mm, avec 11,7 jours de précipitations en janvier et 9 jours en juillet. Pour la période 1991-2020, la température moyenne annuelle observée sur la station météorologique installée sur la commune est de 11,0 °C et le cumul annuel moyen de précipitations est de 724,1 mm,. Pour l'avenir, les paramètres climatiques de la commune estimés pour 2050 selon différents scénarios d'émission de gaz à effet de serre sont consultables sur un site dédié publié par Météo-France en novembre 2022.
| Mois                                  | jan.             | fév.           | mars           | avril         | mai           | juin         | jui.          | août           | sep.            | oct.          | nov.           | déc.           | année      |
| ------------------------------------- | ---------------- | -------------- | -------------- | ------------- | ------------- | ------------ | ------------- | -------------- | --------------- | ------------- | -------------- | -------------- | ---------- |
| Température minimale moyenne (°C)     | 0,7              | 0,5            | 2,7            | 4,6           | 8,5           | 11,1         | 13,2          | 13             | 10              | 7,1           | 3,8            | 1,2            | 6,4        |
| Température moyenne (°C)              | 3,5              | 4              | 7,5            | 10,3          | 14,2          | 16,9         | 19,1          | 18,9           | 15,4            | 11,4          | 6,9            | 3,8            | 11         |
| Température maximale moyenne (°C)     | 6,4              | 7,5            | 12,2           | 16            | 20            | 22,7         | 25            | 24,8           | 20,7            | 15,7          | 10             | 6,4            | 15,6       |
| Record de froid (°C) date du record   | −21,5 17.01.1985 | −21 21.02.1956 | −12 08.03.1971 | −6 01.04.1996 | −2 05.05.1996 | 0 01.06.1962 | 3 04.07.1962  | 1,1 16.08.1955 | −1 19.09.1977   | −8 31.10.1955 | −12 24.11.1998 | −17 31.12.1970 | −21,5 1985 |
| Record de chaleur (°C) date du record | 16 05.01.1999    | 21 27.02.1960  | 24 29.03.1989  | 30 15.04.07   | 34 27.05.05   | 36 28.06.11  | 39,6 19.07.22 | 40 07.08.03    | 34,5 04.09.1973 | 28,5 01.10.11 | 21 09.11.1955  | 17 07.12.00    | 40 2003    |
| Précipitations (mm)                   | 63,5             | 54,7           | 51,7           | 48,5          | 59,1          | 61,6         | 65,9          | 70,3           | 47,8            | 60,3          | 59             | 81,7           | 724,1      |

## Urbanisme

### Typologie
Au 1er janvier 2024, Gizy est catégorisée commune rurale à habitat dispersé, selon la nouvelle grille communale de densité à 7 niveaux définie par l'Insee en 2022.
Elle est située hors unité urbaine. Par ailleurs la commune fait partie de l'aire d'attraction de Laon, dont elle est une commune de la couronne,. Cette aire, qui regroupe 106 communes, est catégorisée dans les aires de 50 000 à moins de 200 000 habitants,.

### Occupation des sols
L'occupation des sols de la commune, telle qu'elle ressort de la base de données européenne d'occupation biophysique des sols Corine Land Cover (CLC), est marquée par l'importance des territoires agricoles (82,6 % en 2018), en diminution par rapport à 1990 (84 %). La répartition détaillée en 2018 est la suivante : 
terres arables (77,9 %), forêts (8,2 %), zones urbanisées (6,2 %), prairies (4,1 %), zones humides intérieures (1,6 %), milieux à végétation arbustive et/ou herbacée (1,5 %), zones agricoles hétérogènes (0,6 %).
L'évolution de l'occupation des sols de la commune et de ses infrastructures peut être observée sur les différentes représentations cartographiques du territoire : la carte de Cassini (XVIIIe siècle), la carte d'état-major (1820-1866) et les cartes ou photos aériennes de l'IGN pour la période actuelle (1950 à aujourd'hui).

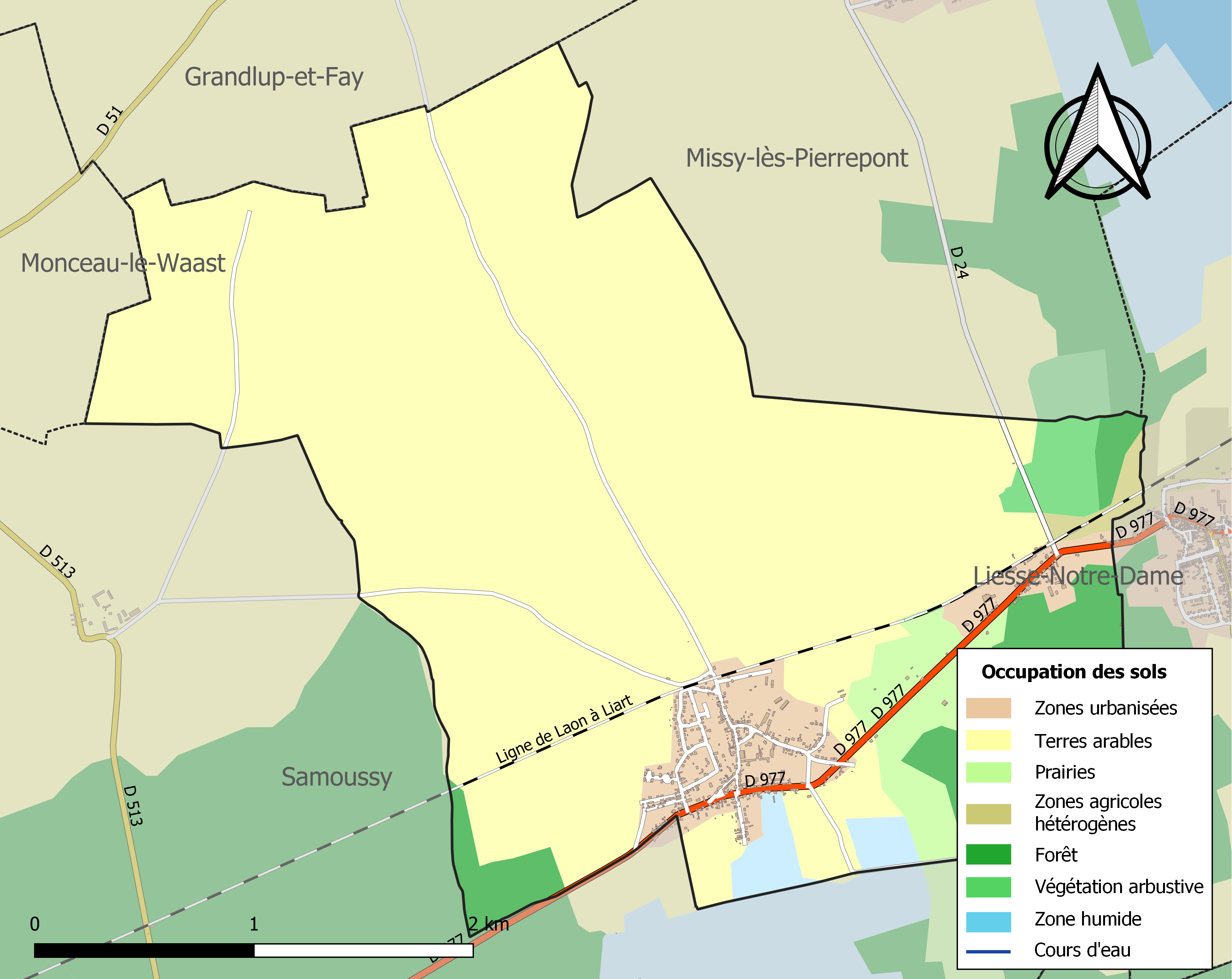
Carte de l'occupation des sols de la commune en 2018 (CLC).

### Habitat et logement
En 	2018, le nombre total de logements dans la commune était de 315, alors qu'il était de 302	en 	2013 et de 295 en 	2008.			
Parmi ces logements, 92,4	 % étaient des résidences principales, 	3,2 % des résidences secondaires et 4,4 % des logements vacants. Ces logements étaient pour 99,4 % d'entre eux des maisons individuelles et pour 0,6 % des appartements.			
Le tableau ci-dessous présente la typologie des logements	 à 	Gizy	 en 	2018	 en comparaison avec celle 	de l'	Aisne	 et de la France entière. Une caractéristique marquante du parc de logements est ainsi				 une proportion de résidences secondaires et logements occasionnels (3,2 %) inférieure à celle du département (3,5 %) mais supérieure à celle de la France entière (9,7 %). 	Concernant le statut d'occupation de ces logements, 80,3	% des habitants de la commune sont propriétaires de leur logement (78,7 % en 	2013	), contre 	61,6	 % pour 	l'	Aisne	 et 	57,5	 pour la France entière	.
| Typologie                                               | Gizy | Aisne | France entière |
| ------------------------------------------------------- | ---- | ----- | -------------- |
| Résidences principales (en %)                           | 92,4 | 86,7  | 82,1           |
| Résidences secondaires et logements occasionnels (en %) | 3,2  | 3,5   | 9,7            |
| Logements vacants (en %)                                | 4,4  | 9,8   | 8,2            |

## Toponymie
Le nom de la localité est attesté sous les formes Gisiacus (1113) ; Gisi (1182) ; Gisy (1340) ; Gisiacum (XIVe siècle) ; Gizy-les-Liesse (1430) ; Gysi (1476) ; Gisy-en-Laonnois (1566).

## Histoire

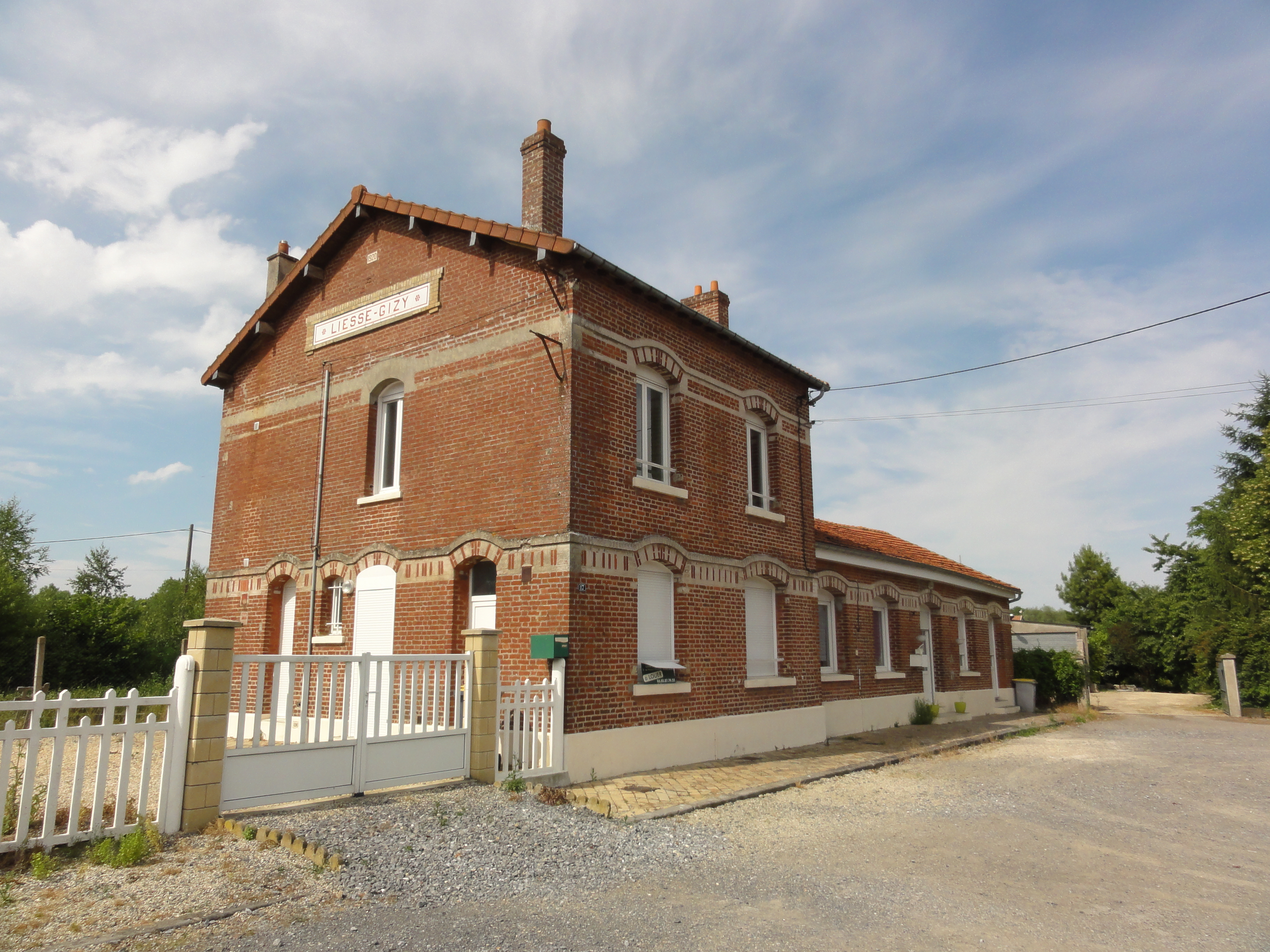
L'ancienne gare.

La commune a été desservie de 1888 à 1969 par la gare de Liesse - Gizy sur la ligne de Laon à Liart.

## Politique et administration

### Découpage territorial
La commune de Gizy est membre de la communauté de communes de la Champagne Picarde, un établissement public de coopération intercommunale (EPCI) à fiscalité propre créé le 22 décembre 1995 dont le siège est à Saint-Erme-Outre-et-Ramecourt. Ce dernier est par ailleurs membre d'autres groupements intercommunaux.
Sur le plan administratif, elle est rattachée à l'arrondissement de Laon, au département de l'Aisne et à la région Hauts-de-France. Sur le plan électoral, elle dépend du canton de Villeneuve-sur-Aisne pour l'élection des conseillers départementaux, depuis le redécoupage cantonal de 2014 entré en vigueur en 2015, et de la première circonscription de l'Aisne  pour les élections législatives, depuis le dernier découpage électoral de 2010.

### Administration municipale
| Période                                  | Période                       | Identité            | Étiquette | Qualité                                       |
| ---------------------------------------- | ----------------------------- | ------------------- | --------- | --------------------------------------------- |
|                                          | 1874                          | M. Bécret           |           |                                               |
| avant 1875                               | après 1876                    | Brazier             |           |                                               |
| Les données manquantes sont à compléter. |                               |                     |           |                                               |
| mars 2001                                | En cours (au 2 décembre 2020) | M. Claude Philippot | DVG       | Fonctionnaire Réélu pour le mandat 2020-2026, |

### Distinctions et labels
Ville fleurie : une fleur attribuée en 2007 par le Conseil des Villes et Villages Fleuris de France au Concours des villes et villages fleuris.

## Démographie
L'évolution du nombre d'habitants est connue à travers les recensements de la population effectués dans la commune depuis 1793. Pour les communes de moins de 10 000 habitants, une enquête de recensement portant sur toute la population est réalisée tous les cinq ans, les populations de référence des années intermédiaires étant quant à elles estimées par interpolation ou extrapolation. Pour la commune, le premier recensement exhaustif entrant dans le cadre du nouveau dispositif a été réalisé en 2006.

En 2022, la commune comptait 634 habitants, en évolution de −6,35 % par rapport à 2016 (Aisne : −1,97 %, France hors Mayotte : +2,11 %).
| 1793 | 1800 | 1806 | 1821 | 1831 | 1836 | 1841 | 1846 | 1851 |
| ---- | ---- | ---- | ---- | ---- | ---- | ---- | ---- | ---- |
| 424  | 464  | 437  | 471  | 593  | 638  | 695  | 761  | 817  |

| 1856 | 1861 | 1866 | 1872 | 1876 | 1881 | 1886 | 1891 | 1896 |
| ---- | ---- | ---- | ---- | ---- | ---- | ---- | ---- | ---- |
| 733  | 751  | 719  | 685  | 677  | 643  | 626  | 734  | 751  |

| 1901 | 1906 | 1911 | 1921 | 1926 | 1931 | 1936 | 1946 | 1954 |
| ---- | ---- | ---- | ---- | ---- | ---- | ---- | ---- | ---- |
| 670  | 610  | 616  | 558  | 572  | 524  | 500  | 547  | 502  |

| 1962 | 1968 | 1975 | 1982 | 1990 | 1999 | 2006 | 2011 | 2016 |
| ---- | ---- | ---- | ---- | ---- | ---- | ---- | ---- | ---- |
| 527  | 516  | 519  | 695  | 652  | 662  | 697  | 681  | 677  |

| 2021 | 2022 | - | - | - | - | - | - | - |
| ---- | ---- | - | - | - | - | - | - | - |
| 644  | 634  | - | - | - | - | - | - | - |

## Culture locale et patrimoine

### Lieux et monuments
- L'église Saint-Rémy, rue de la Poste.